# Springfield Spirit
Le Springfield Spirit sono state una franchigia di pallacanestro della NWBL, con sede a Springfield, nel Massachusetts, attive dal 2002 al 2004.
Nel 2003 arrivarono prime nella regular season, perdendo però in semifinale con le Tennessee Fury. Si sciolsero al termine della stagione 2004.

## Stagioni
| Stagione | Lega | Denominazione      | V  | P  | %    | Piazzamento | Play-off    |
| -------- | ---- | ------------------ | -- | -- | ---- | ----------- | ----------- |
| 2002     | NWBL | Springfield Spirit | 6  | 14 | 30,0 | 6º          | Primo turno |
| 2003     | NWBL | Springfield Spirit | 17 | 4  | 81,0 | 1º          | Semifinale  |
| 2004     | NWBL | Springfield Spirit | 5  | 16 | 23,8 | 6º          | Primo turno |